# Kamionki Duże
Kamionki Duże est un village polonais situé dans la voïvodie de Couïavie-Poméranie et la gmina (commune) de Łysomice.